# Sarcotrochila plana
Sarcotrochila plana är en svampart som först beskrevs av Davis, och fick sitt nu gällande namn av J.K. Stone & Gernandt 2005. Sarcotrochila plana ingår i släktet Sarcotrochila och familjen Hemiphacidiaceae.   Inga underarter finns listade i Catalogue of Life.